# ハンフォード (ワシントン州)
ハンフォード(英: Hanford) はアメリカ合衆国ワシントン州ベントン郡にかつて存在していた小さな農業の町である。町の住民はハンフォード・サイトとして知られている核生産施設の土地を確保するため、ホワイトブラフスの町と共に1943年に強制的に立ち退かされた。町があった場所は現在、ハンフォード・サイトの100F区域とされている。
ハンフォードの町は裁判官であり灌漑会社の社長でもあったコーネリアス・ハンフォードにちなんで名づけられ地元の電力および水道供給会社によって購入された土地に1907年に定住が始まった。1913年には町に電気鉄道としても知られている大陸横断鉄道の支線が開通し、シカゴやミルウォーキー、セントポールに鉄道でつながっていた。1925年に町は高い農作物の需要により活況を呈し、ホテル、銀行、自前の小・中・高校がある事を誇りにしていた。
町はハンフォード・サイトを作るために連邦政府によって土地収用された。1943年3月9日に住民は30日間以内に立ち退く事を通告された。ほとんどの建物は解体されたが、高校の校舎は残されて第二次世界大戦中に建設管理事務所として使用された。校舎は今日でも残っており、長年に渡るSWATの訓練のために損傷を受けているものの、米国政府が運営するハンフォードのツアーバスから見ることができる。(訳注: 18歳以上の米市民のみ参加可能)

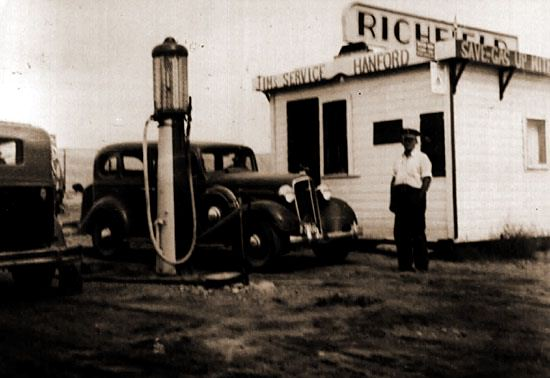
1930年のガソリンスタンド
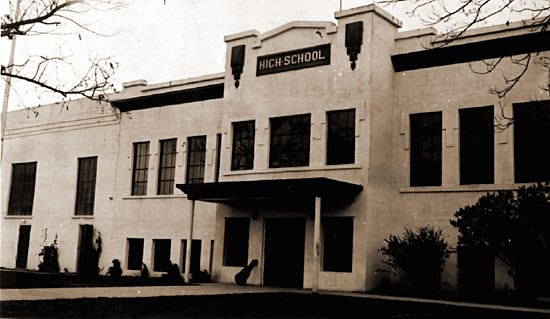
1925年のハンフォード高校
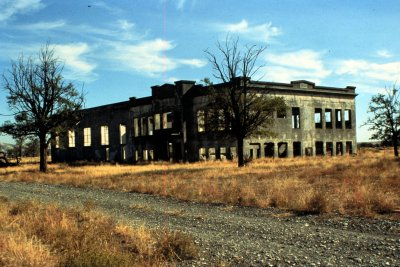
後に軍事訓練のために使用されたハンフォード高校